# Fabian Szczerbicki
Fabian Szczerbicki (ur. 5 maja 1888 w Wilnie, zm. w 1939) – ksiądz, kanonik, komendant Okręgu Harcerskiego w Brześciu, katecheta gimnazjum w Brześciu, a potem w Pińsku.

## Życiorys
Był synem Józefa i Teofili z Rodzewicz-Bielewiczów. Ukończył szkołę realną i seminarium duchowne w Wilnie. W 1911 r. został przeniesiony z Choroszczy, gdzie zaczynał pracę księdza, do Brześcia. Działał w tajnych organizacjach niepodległościowych. W okresie 1918–1919 współpracował z grupą gen. Listowskiego. W czasie wojny polsko-bolszewickiej pracował w komitecie werbunkowym do armii ochotniczej.
Kanonik kapituły pińskiej i prefekt tamtejszego gimnazjum. Katecheta w gimnazjum w Brześciu, potem w Pińsku.

### Harcerstwo
Szczerbicki przybył z Brześcia do Bielska w 1919 r. i rozpoczął organizowanie drużyny skautowo-harcerskiej w Gimnazjum i Liceum im. Tadeusza Kościuszki. W latach 1919–1926 był komendantem chorągwi harcerskiej i komendantem Harcerskiego Okręgu Brzeskiego.
Aresztowany po 17 września 1939 r., zmarł w wagonie transportu jadącym na Wschód.

## Członkostwo w organizacjach
- ZHP (1919–1939), długoletni członek Naczelnej Rady Harcerskiej,
- członek zarządu Pińskiego Towarzystwa Wioślarskiego.

## Ordery i odznaczenia
- Krzyż Niepodległości
- Krzyż Kawalerski Orderu Odrodzenia Polski (2 maja 1923)[3][4]